# Florian Hartung
Florian Hartung (* 20. Jahrhundert) ist ein deutscher Journalist, Regisseur und Produzent. Er ist Geschäftsführer der Berliner Produktionsfirma Februar Film GmbH.

## Leben
Nach seinem Studium der Musik- und Medienwissenschaften, Geschichte und Germanistik an der Freien Universität Berlin absolvierte er einen Aufbaustudiengang für Medienmanagement an der Hochschule für Musik, Theater und Medien Hannover. Danach absolvierte er ein Volontariat und war Assistent in der Chefredaktion von SAT.1. Von 1992 bis 1995 arbeitete er als Redakteur bei der politischen Talkshow „Talk im Turm“ und leitender Redakteur für eine Porträtreihe „Machtmenschen“. Von 1996 bis 1999 war er Korrespondent in London und daran anschließend für etwa eineinhalb Jahre Chef vom Dienst bei der Deutschen Welle in Berlin. 
Seit 2001 betätigt er sich als Autor und Regisseur mit Dokumentationen und arbeitete bei diesen auch als Filmproduzent und Redaktionsleiter u. a. als freier Mitarbeiter der von Alfred Biolek gegründeten Kölner Produktionsfirma Pro GmbH, an der auch Dirk Bach beteiligt war und die unter anderem Menschen bei Maischberger produzierte, welche Anfang 2010 Zahlungsunfähigkeit erklärte und in Insolvenz ging. Als deren Nachfolgeunternehmen am Berliner Standort gründete er die Februar Film UG mit Sitz in Berlin. Seit März 2010 wird das Unternehmen in der Rechtsform einer GmbH als Februar Film GmbH geführt; Florian Hartung ist Alleingesellschafter und Geschäftsführer. Er ist weiterhin auch als Regisseur tätig. Neben diesen Tätigkeiten lehrt er auch als Dozent an der Deutschen Journalistenschule in München.

## Filmisches Schaffen
Hartung war als Redakteur unter anderem verantwortlich für TV-Porträts zu Joschka Fischer und Ignatz Bubis. Weiterhin war er Autor der ZDF-Reihen „Diktatoren“ und „Weiße Hölle Himalaja“ sowie Produzent und Autor zahlreicher Dokumentationen.

## Dokumentationen für ARD/ZDF u.a. (Auswahl)
- Mordsache Ernst Röhm (ZDF 2004),
- Folter in Stammheim? Die Propaganda der RAF (WDR/NDR/ARD 2005),
- Leicht ist ganz schön schwer. Leben mit Parkinson (ZDF 2005),
- Der erste Schuss. Angriff auf Pearl Harbor (ZDF/arte 2006),
- Majestät! Der gemachte König - Juan Carlos von Spanien (ZDF 2006),
- Der Kronprinz und die Journalistin: Felipe und Letizia von Spanien (ZDF 2007),
- John Rabe: Der Retter mit dem Hakenkreuz (ZDF 2008),
- Das Wunder von Berlin. Die Dokumentation (ZDF 2008),
- Die gezähmte Prinzessin: Letizia von Spanien (ZDF 2009),
- Der erste Schuss. Angriff auf Pearl Harbor (ZDF/arte 2006),
- Stasi auf dem Schulhof (Erstausstrahlung am 4. Januar 2012 in der ARD),
- Wilderer: Der Schwarze Peter (Erstausstrahlung am 20. April 2012, Servus TV Österreich)[5]
- Israel und die Bombe. Ein radioaktives Tabu (Erstausstrahlung am 7. Juli 2012 bei arte)
- Dienstbereit – Nazis und Faschisten im Auftrag der CIA, Regie und Buch: Dirk Pohlmann, Produktion: Florian Hartung (ZDF/arte, 2013)